# Cescau, Ariège
Cescau är en kommun i departementet Ariège i regionen Occitanien i södra Frankrike. Kommunen ligger  i kantonen Castillon-en-Couserans som ligger i arrondissementet Saint-Girons. År 2022 hade Cescau 162 invånare.

## Befolkningsutveckling
Antalet invånare i kommunen Cescau
Referens: INSEE